# Comuna Pivți, Kaharlîk
Pivți (în ucraineană Півці) este o comună în raionul Kaharlîk, regiunea Kiev, Ucraina, formată din satele Onațkî și Pivți (reședința).

## Demografie
Componența lingvistică a comunei Pivți
     Ucraineană (93,51%)
     Rusă (4,06%)
Conform recensământului din 2001, majoritatea populației comunei Pivți era vorbitoare de ucraineană (93,51%), existând în minoritate și vorbitori de rusă (4,06%) și armeană (2,23%).